# Rain (film, 2001, Wilson)
 (janvier 2015).
Si vous disposez d'ouvrages ou d'articles de référence ou si vous connaissez des sites web de qualité traitant du thème abordé ici, merci de compléter l'article en donnant les références utiles à sa vérifiabilité et en les liant à la section « Notes et références ».
Pour les articles homonymes, voir Rain.
Pour plus de détails, voir Fiche technique et Distribution.
Rain est un film américain réalisé par Robert J. Wilson, sorti en 2001.

## Synopsis
Amy Davis, dont le frère a été tué à la guerre du Vietnam confie Rain, le berger allemand de la famille à l'armée américaine pour qu'il suive la formation de chien de patrouille...

## Fiche technique
Sauf indication contraire, les informations mentionnées dans cette section peuvent être confirmées par la base de données cinématographiques IMDb,  présente dans la section « Liens externes ».
- Titre : Rain
- Réalisateur : Robert J. Wilson
- Scénario : Martin Kitrosser, John McGowan
- Photographie : David Lückenbach
- Montage : Dana E. Glauberman
- Musique : Andrea Saparoff
- Costumes : Denise Martinez
- Décors : Chad Hagaman
- Producteur : Les Alexander, Anita Gershman
- Pays d'origine :  États-Unis
- Format : Couleur - Son Dolby
- Genre : Film dramatique, Film de guerre, Film d'action
- Durée : 96 minutes
- Dates de sortie : 2001

## Distribution
Sauf indication contraire, les informations mentionnées dans cette section peuvent être confirmées par la base de données cinématographiques IMDb,  présente dans la section « Liens externes ».
- Scott Cooper : Soldat Holland
- Ashley Edner : Amy Davis
- Susan Dey : Diane Davis
- Derk Cheetwood : Sergent Summers
- Mark Kiely : Lieutenant Crawford
- Pamela Moore Somers : Abbey
- Jimmy Pham : Ky
- Wiley M. Pickett : Sergent Vanetti
- Vincent Angell : Capitaine Pike
- Randall Arney : John Davis
- Sean Graham : Pvt. Mays
- Craig Kirkwood : Pvt. Jordan
- Eric Balfour : Pvt. Morris
- Kidany Lugo : Stereo
- Jayson Dumenigo : Junior

## Distinction
Nommé en 2002 aux Young Artist Awards pour une Best Performance in a TV Movie or Special - Young Actress Age Ten or Under en faveur d'Ashley Edner